# Michel Bonnet (aide à l'enfance)
Pour les articles homonymes, voir Michel Bonnet et Bonnet.
Michel Bonnet, né en 1934 à Albi, est un spécialiste de la lutte contre l’exploitation des enfants. Il a été le principal expert de 1991 à 1996 auprès du Bureau international du travail, dans le cadre du programme international pour l'abolition du travail des enfants (IPEC).

## Biographie
Né en 1934 à Albi, il devient Prêtre ouvrier. Il parcourt le monde pendant plus de quinze ans à la rencontre des enfants travailleurs. Il quitte la prêtrise dans les années 1970,,. 
Pour accompagner son travail sur le terrain, Michel Bonnet contribue à des colloques et publie des ouvrages : pour lui, l'image que les médias des pays occidentaux diffusent sur le travail des enfants est très éloignée des réalités de terrain et marquée par l’incompréhension culturelle. Ces derniers « diffusent une sorte de pensée unique sur le travail des enfants qui se résume dans des images chocs d’enfants exploités dans les sweatshops de Bangkok, les bagnes de certains ateliers indiens ou pakistanais... ».

## Publications
- Bonnet M. et al. (2006), Enfants travailleurs : Repenser l'enfance (Cahiers Libres), Lausanne, Editions Page 2,  (ISBN 2-940189-35-8), 184 p.
- Bonnet M. (1999), Le travail des enfants : terrain de luttes, Lausanne, Editions Page 2,  (ISBN 2-940189-15-3), 126 p.
- Bonnet M. (1998), Regards sur les enfants travailleurs. La mise au travail des enfants dans le monde contemporain, analyse et études de cas, Lausanne, Editions Page 2,  (ISBN 2-940189-08-0), 231 p.
- Bonnet M. (2009), « Que penser du travail des enfants ? », Études 2001/4 (394),  (ISSN 0014-1941); ISSN en ligne : 2102-5800, p. 455-464, lire en ligne : http://www.cairn.info/revue-etudes-2001-4-page-455.html, consulté le 1er juillet 2018.
- Bonnet M., Schlemmer B. (2009), « Aperçus sur le travail des enfants », in : Ballet J. et Bhukuth A. (coord.), Enfance et développement. Mondes en Développement 37 (146),  (ISBN 978-2-8041-0275-3), p. 11-25, lire en ligne : http://www.cairn.info/revue-mondes-en-developpement-2009-2-page-11.htm, consulté le 1er juillet 2018.